# David Janson
David Janson (ur. 30 marca 1950 w Gravesend) – brytyjski aktor, występował w serialu ’Allo ’Allo!, w którego ostatniej, dziewiątej serii zastąpił Richarda Gibsona w roli Herr Flicka z Gestapo.
Janson po raz pierwszy na scenie pojawił się już w 1962 roku. Rok później dołączył do Royal Shakespeare Company,  zagrał również w filmie Noc po ciężkim dniu z udziałem członków zespołu The Beatles. David zagrał też między innymi epizodyczną rolę listonosza w popularnym w Polsce serialu telewizyjnym Co ludzie powiedzą?
Jest mężem aktorki Debbie Arnold. Jego córka Ciara również jest aktorką.